# Questor do palácio sagrado

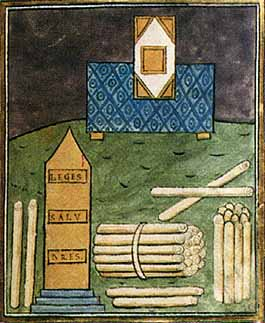
A insignia do quaestor sacri palatii, do Notitia Dignitatum: o codicilo do ofício em um estande, cercado por pergaminhos de leis.

Questor do palácio sagrado (em grego: κοιαίστωρ/κυαίστωρ τοῦ ἱεροῦ παλατίου; geralmente simplesmente ὁ κοιαίστωρ/κυαίστωρ; em latim: quaestor sacri palatii) foi uma autoridade legal sênior no Império Romano tardio e começo do Império Bizantino, responsável por elaborar leis. No Império Bizantino tardio, o ofício do questor foi alterado e tornou-se um oficial judicial sênior da capital imperial, Constantinopla. O posto sobreviveu até o século XIV, embora apenas como um título honorário.

## Questor do palácio sagrado romano tardio
O ofício foi criado pelo imperador Constantino (r. 306–337), com os deveres de elaborar leis e responder petições endereçadas aos imperador. Embora tenha funcionado como o assessor chefe legal do imperador e, portanto, veio a exercer grande influência, na verdade seus direitos judiciais foram muito limitados. Então por 440 ele presidiu, juntamente com o prefeito pretoriano do Oriente, sobre o supremo tribunal em Constantinopla que ouviu apelações (as então chamadas causae sacrae, pois originalmente eram ouvidas pelo imperador) das cortes dos vigários das dioceses e dos governadores provinciais seniores do nível homem espectável (vir spectabilis).
De acordo com a Notitia Dignitatum o questor manteve o posto de homem ilustre (vir illustris) e não teve um pessoal (officium) próprio, mas foi anexado a alguns assessores (adiutores) dos departamento do gabinetes sagrados (sacra scrinia). Em meados do século VI, por lei o número deles foi fixado em 26 assessores: doze do gabinete das memórias (scrinium memoriae), sete do gabinete das epístolas (scrinium epistolarum) e sete do gabinete das publicações (scrinium libellorum), embora na prática estes números foram frequentemente excedidos.
Talvez o questor mais notável foi Triboniano, que contribuiu decisivamente para a codificação do direito romano sob o imperador Justiniano (r. 527–565). O ofício continuou na Itália mesmo após a dissolução do Império Romano do Ocidente, primeiro com Odoacro e então com os reis ostrogóticos mantendo a posição, que foi ocupada por membros da aristocracia senatorial romana como Cassiodoro.

## Questor bizantino
Como parte de suas reformas, em 539 o imperador Justiniano criou outro ofício nomeado questor ou alternativamente quesidor (em grego: κυαισίτωρ; romaniz.: quaesitor ao qual foi dado poderes policiais e judiciais em Constantinopla, e também foi encarregado da supervisão dos recém-chegados à capital imperial. Na virada do século IX, o questor original tinha perdido muito de deus deveres antigos para outros oficiais, principalmente o logóteta do dromo e o mestre das petições (epi ton deeseon). As funções do questor bizantino médio foi essencialmente aquelas do quesidor: foi um dos critas ("juízes") de Constantinopla. Contudo, como John B. Bury nota, uma examinação de seu pessoal subordinado, e o fato que poderia ser mantido por um eunuco, mostra que o último ofício foi uma continuação direta do questor do palácio sagrado. 
Seus deveres envolviam: a supervisão dos viajantes e homens das províncias bizantinas que visitavam Constantinopla; a supervisão dos mendigos; jurisdição em queixas de inquilinos contra seus proprietários; a supervisão dos magistrados da capital; jurisdição sobre casos de falsificação. Finalmente, ele tinha uma extensiva jurisdição sobre vontades: vontades foram seladas com o selo do questor, aberto em sua presença, e a execução deles supervisionado por ele. O questor do século IX era classificado imediatamente após o logóteta geral nas listas de precedência (trigésimo quarto no Cletorológio de Filoteu de 899). O posto sobreviveu até o final do período bizantino tardio, embora pelo século XIV, nada havia sobrado do ofício salvo o título, que foi conferido como uma dignidade honorífica, classificada em quadragésimo quinto na hierarquia imperial.

### Oficiais subordinados
Diferente do oficial romano tardio, o questor bizantino médio tinha um pessoal extensivo:
- Os antigrafeus (em grego: ἀντιγραφεῖς; romaniz.: antigrapheis, "copistas"), os sucessores do antigos mestres dos gabinetes (magistri scriniorum), os chefes do gabinete sagrado (sacra scrinia) sob o mestre dos ofícios. O termo antigrafeu foi usado por estes oficiais já na Antiguidade Tardia, e eles estão explicitamente associados com o questor na preparação da legislação na Écloga (ca. 740). Caso contrário, as funções deles no ofício do questor são desconhecidos. John B. Bury sugere que o mestre das memórias (magister memoriae), que inter alia tinha a tarefa de responder as petições para o imperador bizantino, evoluiu para o mestre das petições, enquanto o mestre das publicações (magister libellorum) e o mestre das epístolas (magister epistolarum) tornaram-se (dois?) antigrafeus.[10][11]
- O escriba (em grego: σκρίβας; romaniz.: skribas, o sucessor direto do escriba, um notário anexado ao oficial da antiguidade tardia conhecido como mestre das avaliações (magister census), que foi responsável pelas vontades. Quando o questor absorveu o último ofício, o escriba veio sob seu controle. É conhecido da legislação que o escriba representou o questor na supervisão da disposição das vontades de menores de idade.[12]
- O excetor (em grego: σκέπτωρ; romaniz.: skeptor), evidentemente uma corruptela do termo latino exceptor, daí também uma continuação direta dos excetores, uma classe de oficiais do gabinete sagrado.[12]
- O libelísio (em grego: λιβελίσιος; romaniz.: libelisios, derivado do libelense (libellenses) do gabinete sagrado.[13]
- Alguns cancelários (em grego: καγκελλάριοι; romaniz.: kankellarioi; em latim: cancellarii) sob um protocancelário (em grego: πρωτοκαγκελλάριος; romaniz.: protokankellarios).[13]